# Янган-Тау (геопарк)
Геопарк «Янган-Тау» — комплекс объектов геологического, биологического, исторического и культурного наследия, расположенный на территории Салаватского района Республики Башкортостан в Российской Федерации. На территории геопарка расположены геологические объекты международного значения: геологические разрезы Мечетлино и Большая Лука, гора Янгантау.

## География
Площадь геопарка составляет около 1700 км². Территория находится в границах Салаватского района Республики Башкортостан. Юго-западная часть граничит с Ашинским и Катав-Ивановским районами Челябинской области и городским округом Усть-Катав Челябинской области. Юго-восточная часть прилегает к городскому округу Усть-Катав и Саткинскому району Челябинской области. С северо-запада геопарк граничит с Нуримановским районом, а с северо-востока - с Кигинским районом Республики Башкортостан. С севера территория прилегает к Дуванскому району Республики Башкортостан.

### Рельеф

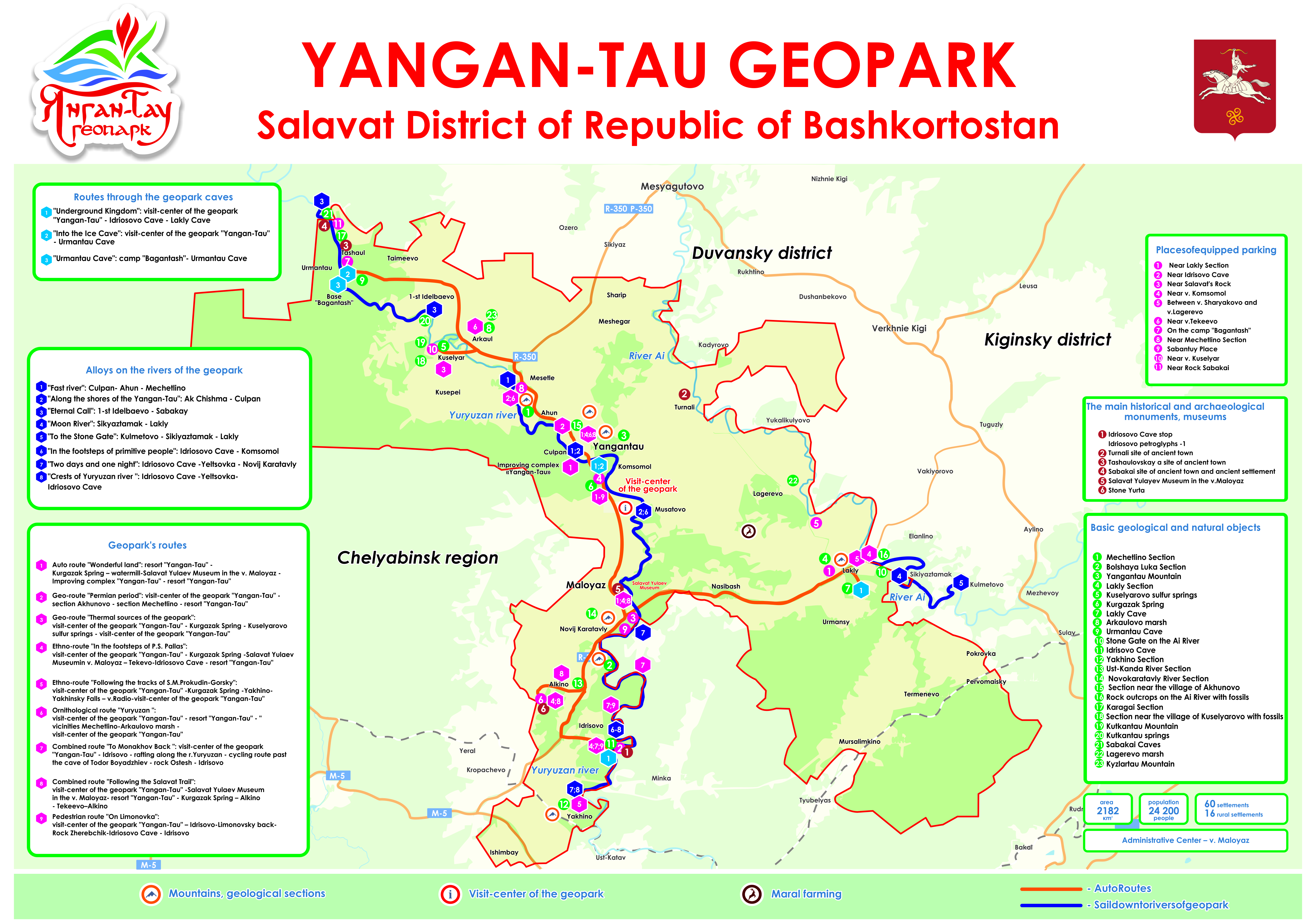
Карта-схема геопарка

Рельеф территории геопарка представляет собой холмисто-увалисто-грядовую равнину. Холмы, увалы и междолинные гряды ориентированы с юга на север, и пространственно совпадают с направлением простирания тектонических структур. Исключением является хребет Каратау, в отличие от большинства других горных структур Южного Урала имеющий субширотное направление.

### Почвы
Наибольшее распространение на территории геопарка имеют тёмно-серые лесные почвы и светло-серые лесные почвы. В поймах рек присутствуют аллювиальные почвы. На севере геопарка почвенный покров представлен оподзоленным чернозёмом. Основные почвообразующие породы — элювиально-делювиальные и делювиальные.

### Климат
Климат территории резко континентальный, умерено теплый. Среднегодовая температура +1,5 °C, средняя температура января — −15,4 °C, средняя температура июля — + 17,8 °C. При среднегодовом количестве осадков 565 мм за теплый период (апрель-октябрь) выпадает 410 мм. Средняя высота снежного покрова — 44 мм. В течение года преобладают ветры юго-западные (29 %) и южные (17 %), весной и летом — юго-западные (14-26 %), средняя скорость ветра — 3,4 м/с.
| Показатель                                  | Янв.  | Фев. | Март | Апр. | Май  | Июнь | Июль | Авг. | Сен. | Окт. | Нояб. | Дек. | Год |
| ------------------------------------------- | ----- | ---- | ---- | ---- | ---- | ---- | ---- | ---- | ---- | ---- | ----- | ---- | --- |
| Средняя температура, °C                     | −15,4 | −15  | −7,8 | 2,8  | 11,2 | 16,4 | 17,8 | 15,8 | 9,6  | 2,1  | −6,6  | −13  | 1,5 |
| Норма осадков, мм                           | 26    | 24   | 30   | 29   | 49   | 72   | 82   | 70   | 57   | 51   | 38    | 37   | 565 |
| Средняя влажность, %                        | 81    | 78   | 79   | 75   | 63   | 66   | 74   | 76   | 80   | 81   | 83    | 82   | 76  |
| Средняя скорость ветра, м/с                 | 3,9   | 3,8  | 3,9  | 3,1  | 3,5  | 3,2  | 2,4  | 2,3  | 3,2  | 4    | 3,8   | 4,1  | 3,4 |
| Источник: Данные метеостанции с. Месягутово |       |      |      |      |      |      |      |      |      |      |       |      |     |

### Поверхностные воды
Равнина дренируется системами рек Ай и Юрюзань. В связи с развитием карста речная сеть распределена неравномерно. Река Юрюзань, протяжённостью 404 км, входит в десятку крупнейших рек Башкортостана.

### Флора и фауна
Флора смешанная — бореально-неморально-степная. Растительность представлена преимущественно берёзовыми лесами. На каменистых склонах увалов и холмов развиты злаково-разнотравные и ковыльно-разнотравные степи. По хребту Каратау распространены хвойно-широколиственные леса, представляющие собой северо-восточную границу их ареала в Республике Башкортостан. Широко распространены болота в долинах рек и карстовых депрессиях.
Фауна преимущественно лесная: лось, кабан, косуля, волк, рысь, бурый медведь, обыкновенная лисица, заяц-русак, енотовидная собака, обыкновенная белка, лесная куница, американская норка, ондатра, бобр, барсук, сапсан, орлан-белохвост, тетерев, глухарь, вальдшнеп и другие птицы; рептилии представлены ящерицами, ужами, гадюками, медянками. Реки изобилуют рыбой.

## Геология

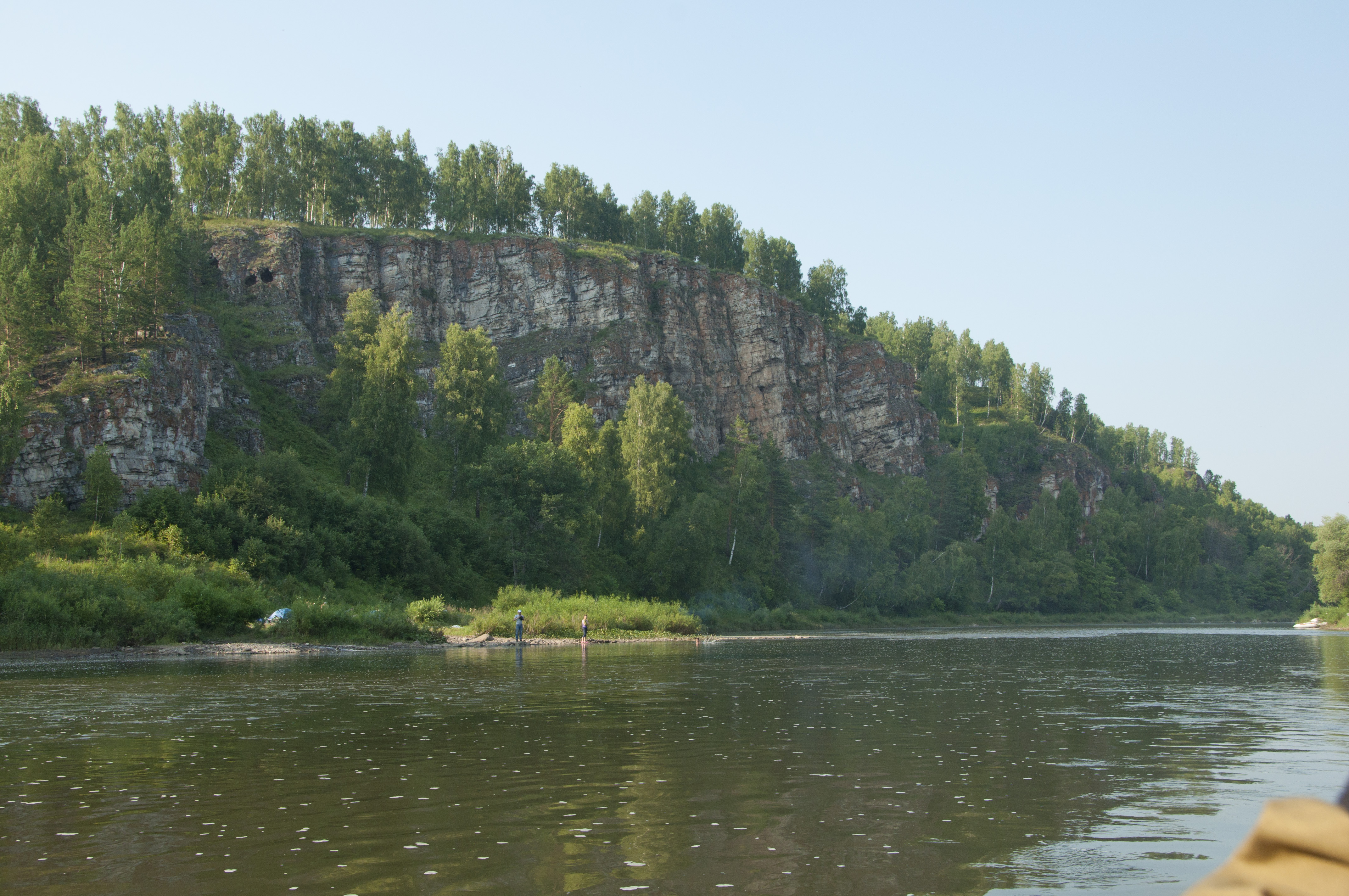
Скала Киссяташ. Вид на Идрисовскую пещеру

Территория геопарка «Янган-Тау» включает широкий возрастной диапазон горных пород от рифея до четвертичных отложений. В регионе распространены различные горные породы: песчаники, алевролиты, сланцы, известняки, мергели, кварциты, доломиты, конгломераты, суглинки, глины, пески, галечники, озёрно-болотные отложения. На территории геопарка выделяются две крупные тектонические структуры: Восточно-Европейская платформа и Уральская складчатая область. С запада на восток на территории выделяются: Восточно-Европейская платформа (Пермско-Башкирский свод), Предуральский прогиб (Юрюзано-Сылвенская депрессия) и Башкирский мегантиклинорий Уральской складчатой области (Каратауский структурный комплекс).
Район геопарка во время образования материка Пангея представлял собой шельф древнего морского бассейна в пределах Восточно-Европейской платформы. Столкновение континентальных масс сопровождалось складчатыми процессами и образованием шарьяжей.

## Уникальные геологические объекты

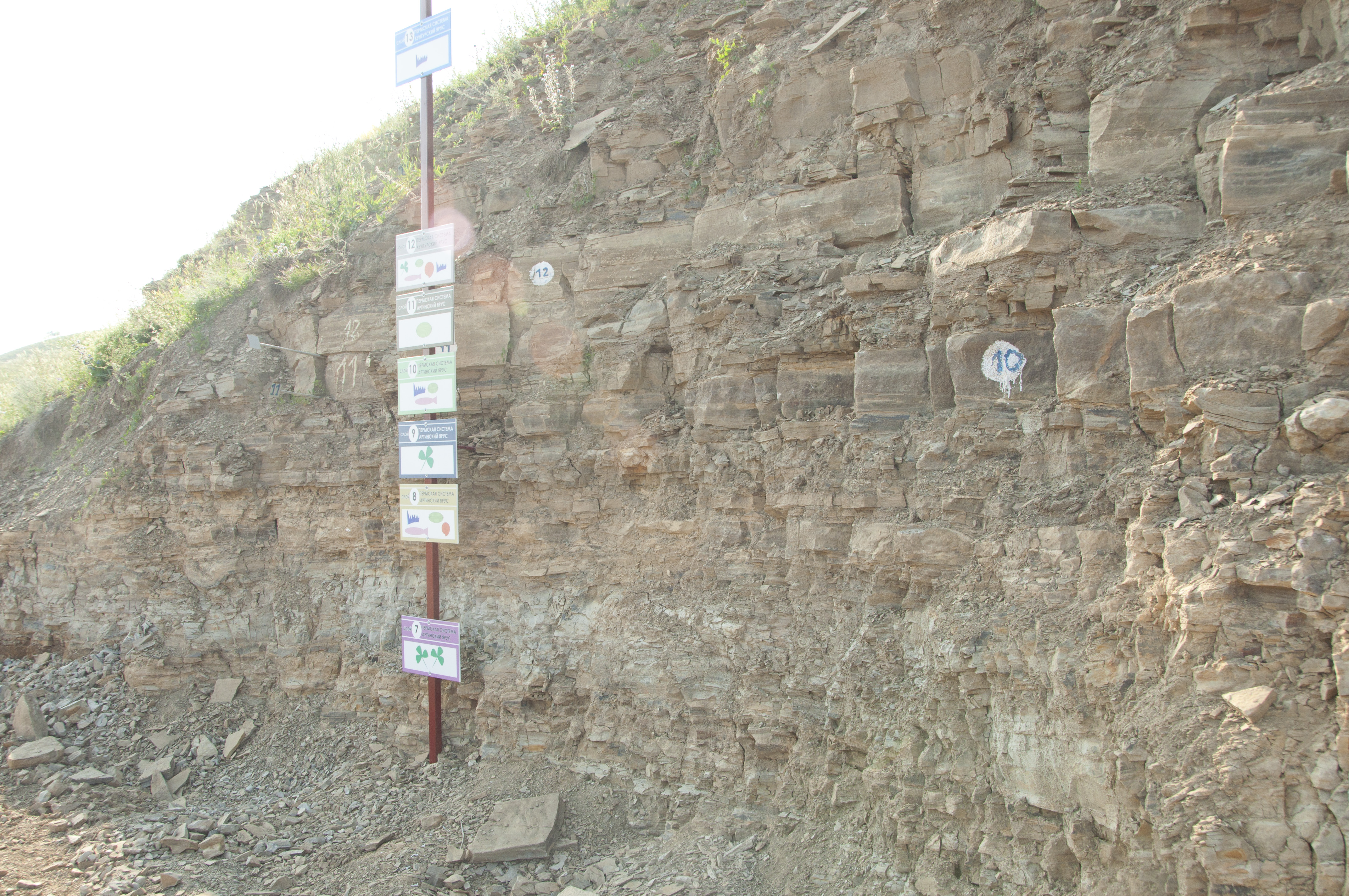
Разрез Мечетлино

1. Разрез Мечетлино — основной геологический объект международного значения в геопарке, содержащий богатый комплекс фоссилий, который позволяет получить представление о раннепермском этапе эволюции жизни на Земле, охватывающим интервал от артинского до кунгурского ярусов пермской системы (290—285 млн лет назад). Отложения содержат ископаемые остатки фораминифер (фузулинид), аммоноидей, конодонтов, остракод, брахиопод, рыб, каламитов, известковых водорослей. Представлен песчано-глинистой толщей с редкими прослоями известняков артинско-кунгурского возраста. Длина геологических выходов — 750 м, высота — до 100 м.
Разрез Мечетлино является кандидатом в глобальные стратотипы («золотые гвозди») нижней границы кунгурского яруса Международной стратиграфической шкалы. Граница между артинским и кунгурским ярусами определяется по появлению конодонтов Neostreptognathodus pnevi Kozur et Movshovitsch. Важным для глобальной корреляции является и присутствие в разрезе Мечетлино многочисленных аммоноидей (в отложениях артинского яруса — Uraloceras fedorowi, в кунгурских породах — представителей рода Clausiuraloceras)[5].
2. Гора Янгантау, давшая название всему геопарку, является местом проявления редкого геотермального феномена. Представляет собой возвышенность, вытянутую с юго-запада на северо-восток вдоль правого берега р. Юрюзань. Абсолютная отметка вершины — 416 м, подошвы — 252 м над уровнем моря. В пределах горы Янгантау было описано 5 участков, на которых из недр выходят горячие газы и пар. Установлен прогрев недр горы более чем на 300 ºС. Само её название в переводе с башкирского означает «горящая гора». Это одно из немногих мест на Земле, где в платформенных условиях интенсивно проявляются термальные процессы, не связанные с вулканической деятельностью.
Научные исследования горы проводились с XVIII века. Всего было выдвинуто 7 гипотез генезиса феномена Янгантау, в настоящее время наиболее популярны две гипотезы: подземного горения/окисления битуминозных сланцев (Паллас, 1773; Штильмарк, 1958; Пучков, Абдрахманов, 2003; и др.), а также теории тектонической природы образования температурных аномалий Янгантау — трение пород в зонах сбросов (Миловидов, Огильди, 1948), за счёт трения шарьяжных пластин (Нигматулин, Казанцева, Камалетдинов, Казанцев, 1996; Казанцева, 2014). Температурный феномен данной территории на протяжении долгого времени используется в лечебных целях, с 1950-х годов функционирует одноимённый курорт.
3. Разрез Большая Лука — стратотип башкирского яруса каменноугольного периода. Разрез расположен напротив д. Большая Лука, на левом берегу р. Юрюзань в 15 км северо-восточнее станции Кропачёво. Описан С. В. Семихатовой как «типичное обнажение башкирских слоёв на Западном склоне Урала» и охарактеризован фауной брахиопод. Разрез Большая Лука относится к лаклинскому типу. Особенностью является двучленное строение башкирского яруса: карбонатного внизу и преимущественно терригенного вверху.
4. Разрез Лаклы — опорный разрез башкирского яруса. Подразделяется на сюранский, аквасский и аскынбашский подъярусы, представленные преимущественно органогенными известняками. На известняки аскынбашского подъяруса с перерывом налегает куркинская свита верхнего карбона, представленная аргиллитами с прослоями алевролитов и известняков.
5. Куселяровские сернистые источники — гидрогеологический памятник природы Республики Башкортостан. Источники расположены на западной окраине д. Куселярово, на левом берегу р. Юрюзань. Сформирован в известняках артинского яруса нижней перми. Минерализация воды составляет до 1,0 г/л. На некоторых родниках наблюдается осаждение самородной серы на галечниках.
6. Источник Кургазак — гидрогеологический памятник природы Республики Башкортостан. Находится на западной окраине с. Комсомол. Представляет собой мощный подземный источник с дебитом минеральных вод 100—125 л/сек. Вода источника используется в качестве лечебно-питьевой.
7. Хребет Каратау — западный отрог Южного Урала. Особенностью хребта является субширотное простирание, в то время как другие тектонические структуры Уральского орогена в пределах Республики Башкортостан простираются субмеридионально. Средняя высота хребта Каратау — 600 метров над уровнем моря. Сложен рифей-вендскими морскими карбонатно-терригенными отложениями, имеющими огромную мощность, превышающую 10 км. В пределах Каратауского комплекса выделяется множество шарьяжных пластин, надвинутых друг на друга с востока. Структура хребта Каратау в течение многих лет считалась вертикально-блоковой — Ф. Н. Чернышев (1889), Н. В. Дорофеев, В. Н. Рябинин (1929), М. М. Тетяев (1938), Н. С. Шатский (1945) и др. В 1954 г. М. А. Камалетдинов впервые сделал вывод о надвигании с юго-востока древних толщ хребта на более молодые породы Уфимского плато, что в дальнейшем стало основанием для доказательства шарьяжно-надвигового строения Уральских гор.

## История создания

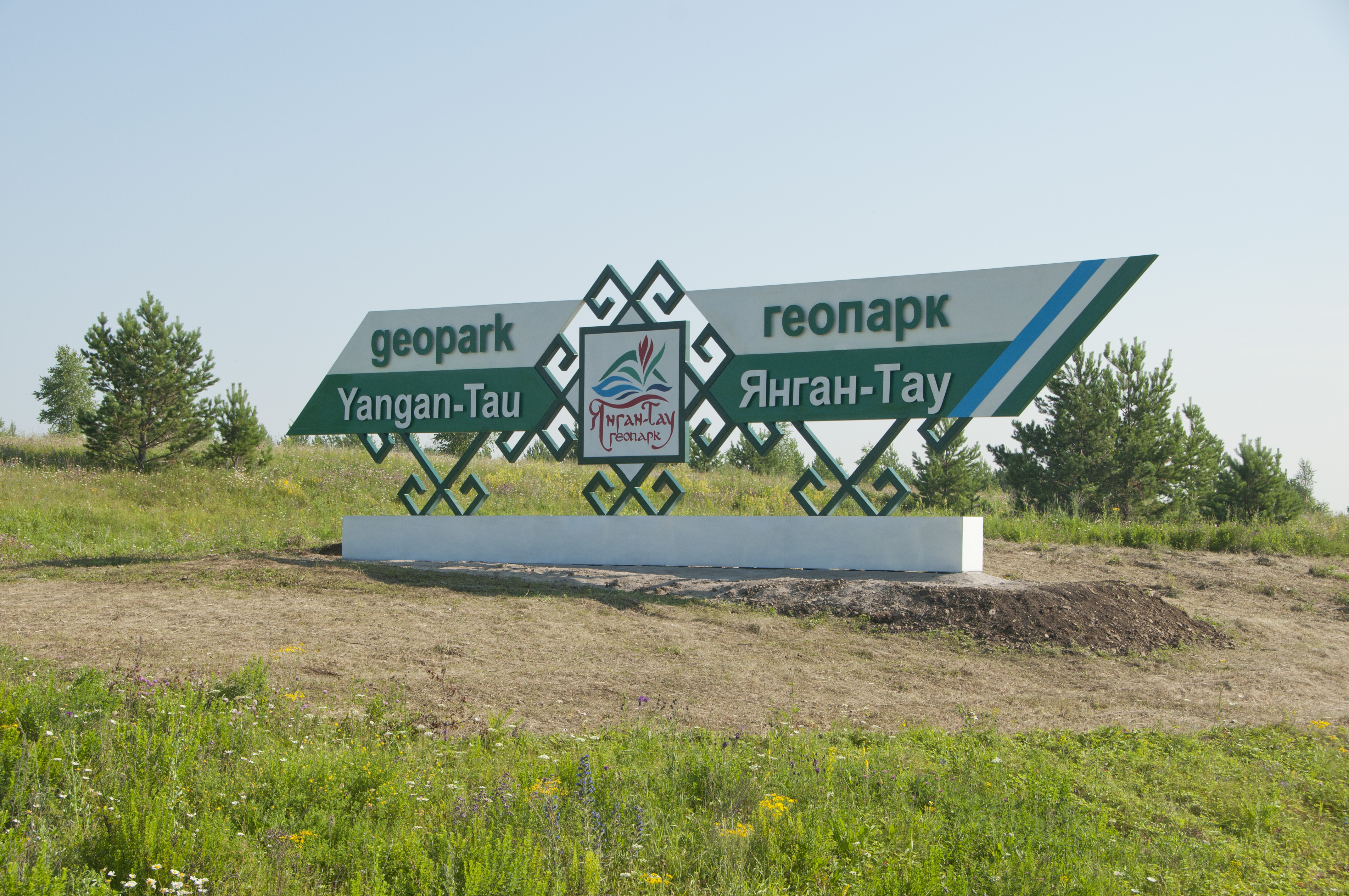
Стела на въезде в геопарк

Геопарк создан распоряжением Правительства Республики Башкортостан в 2017 году (№1009-р от 18.10.2017 г.). На территории более 350 геологических объектов, из которых 3 (разрез Мечетлино, разрез Большая Лука, гора Янгантау) имеют международную, 10 — национальную и более 330 объектов — образовательную значимость. Мировую известность имеют бальнеологические ресурсы Салаватского района, связанные с гидротермальным феноменом горы Янгантау.
Управление геопарком осуществляется на базе АО «Санаторий Янган-Тау» с участием партнёров в области науки и геообразования, туризма, местного предпринимательства. В 2020 г. создана АНО Геопарк "Янган-Тау".

## Природное наследие геопарка
Природная уникальность связана с большим разнообразием видов растений и животных, занесённых в Красную книгу России и Красную книгу Республики Башкортостан. Также на территорию распространяется ключевая орнитологическая территория России БС-022 «Уфимское плато», имеющая национальное и международное значение. Девять природных объектов геопарка входят в региональную сеть особо охраняемых природных территорий.
На территории отмечено более 220 видов птиц. По рекам Ай и Юрюзань отмечены плотные популяции куликов-сорок и сапсанов. Данная особенность позволяет развивать на территории бердвотчинг (bird watching) — одно из набирающих популярность направлений экотуризма.

## Культурное и образовательное наследие геопарка

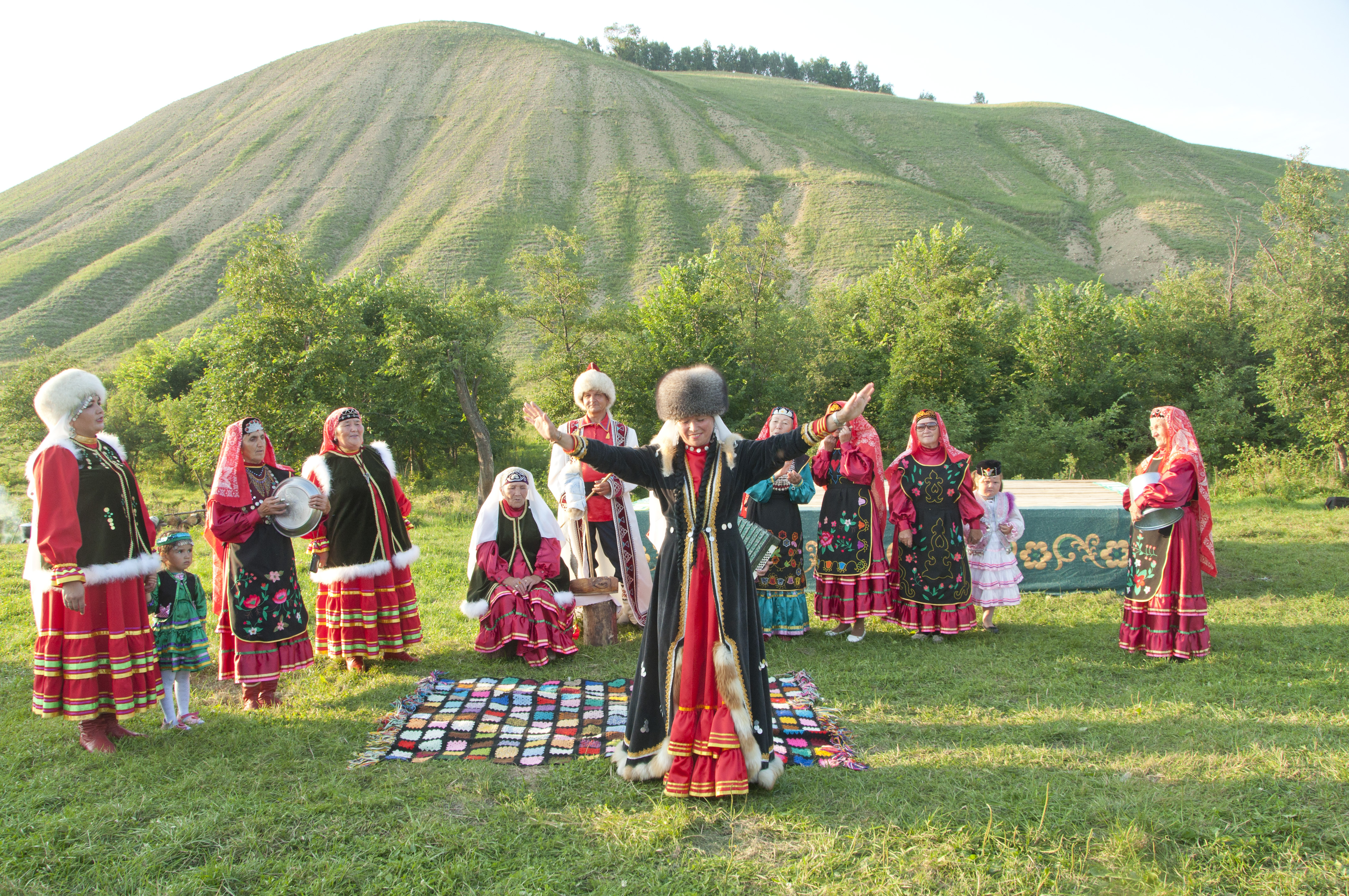
Национальный башкирский танец

Территория отличается высоким уровнем развития нематериальной культуры. Ежегодно в районе проводится международный фестиваль «Салауат йыйыны», нацеленный на сохранение культурных традиций башкирского народа. Развиты многочисленные промыслы и ремесла: бортничество, коневодство, кумысоделие, создание народных костюмов и музыкальных инструментов, гончарное дело и искусство ковки, знахарство. Жители района участвуют в соревнованиях сэсэнов — сказителей мифов и преданий.
Материальное культурное наследие представлено 32 памятниками археологии (курганы, городища, селища, пещерные стоянки), из них — 9 федерального значения, в их числе Идрисовская пещерная стоянка и Идрисовская писаница. Функционируют экскурсионно-туристские маршруты, с посещением геообъектов: Лаклинская, Идрисовская и Урмантауская пещеры, источник Кургазак, Куселяровские сернистые источники, каменные ворота у с. Лаклы, Яхинский разрез, Лимоновский гребень и др. На территории геопарка функционируют 24 музея, посетив которые можно узнать геологическую, естественную историю геопарка, проникнуться культурой северо-восточных башкир. Геологическую и естественную историю района можно узнать, посетив музеи курорта «Янган-Тау», морской музей Каравелла, музей Салавата Юлаева.
В 2018 году геопарк стал площадкой для проведения республиканского полевого профильного лагеря «Юный геолог», в рамках которого проводятся занятия по гидрометрии, радиометрии, минералогии и петрографии, палеонтологии. Много лет проводится мероприятие «Юрюзань» для людей с ограниченными возможностями. На территории проходит полевая практика студентов географов Башкирского государственного университета.

## Туризм
На территории геопарка сформирована сеть из около 20 туристских маршрутов:
- 2 спелеомаршрута по пещерам геопарка
- 8 сплавов по рекам Ай и Юрюзань
- 2 геологических тура с посещением ряда ключевых геообъектов (разрезы Мечетлино и Ахуново; Куселяровские сернистые источники и источник Кургазак)
- маршруты с этнографическо-краеведческой специализацией «Чудный край», «По следам П. С. Палласа» и «По следам С. М. Прокудина-Горского»
- орнитологический маршрут для любителей птиц, проходящий по ключевой орнитологической территории России БС-022 «Уфимское плато»
- комбинированные и пешеходные экскурсии

## Заявка на статус геопарка ЮНЕСКО
Геопарк «Янган-Тау» является первым в России и на всём постсоветском пространстве геопарком под эгидой ЮНЕСКО — всемирной сети национальных геопарков, существующих с 2002 года.
7 июля 2020 года на заседании Ассамблеи ЮНЕСКО, проходившей онлайн из-за пандемии коронавируса, было объявлено, что геопарк «Янган-Тау» первым в России и СНГ официально вошёл во всемирную сеть ЮНЕСКО .

## Публикации об объектах геопарка
Абдрахманов Р. Ф. Пресные подземные и минеральные лечебные воды Башкортостана. — Уфа: Гилем, Башк. энцикл., 2014. Табл. 63, илл. 63, фото 16, библ. 119 назв. 416 с. + вкл.
Ардисламов Ф. Р. Геологические памятники природы и меры по их охране и рациональному использованию в Республике Башкортостан / Вестник Башкирского университета. 2017. Т. 22. № 2. С. 418—423. http://bulletin-bsu.com/arch/2017/2/4-2/
Бойко М. С. Развитие раннепермского семейства Paragastrioceratidae (ammonoidea) на Урале / Палеонтологический журнал. 2010. № 3. С. 31-37.
Галиев А. Ф. История изучения феномена горы Янган-тау П. С. Палласом // Вопросы гуманитарных наук. 2017. № 1 (88). С. 24-25.
Иванова Р. М. Башкирский ярус Урала // Биостратиграфия среднего-верхнего палеозоя Русской платформы и складчатых областей Урала и Тянь-Шаня. М.: ВНИГНИ, 1995. С.20-29.
Исмагилов Р. А., Фархутдинов И. М., Фархутдинов А. М. Создание геопарка ЮНЕСКО в Башкирии // Природа. № 1. 2018. С. 35-41.
Казанцев Ю. В., Т. Т. Казанцева, А. И. Загребина, С. А. Газизова Структурная геология северо-востока Башкортостана. Уфа: АН РБ, Отделение наук о Земле и экологии, 1999. — 131 с.
Казанцева Т. Т. К Проблеме падения температур, дебитов горячих паров и сухих газов в недрах курорта Янгантау // Геология. Известия Отделения наук о Земле и природных ресурсов Академия наук Республики Башкортостан. 2013. № 19. С. 68-78.
Казанцева Т. Т. О происхождении и сохранении феномена горы Янгантау // Вестник Академии наук Республики Башкортостан. 2014. Т. 19. № 3. С. 16-28.
Камалетдинов М. А. Покровные структуры Урала. М.: Наука. 1974. 230 с.
Кисин А. Ю. Структурное положение тектонического блока Каратау / Литосфера. 2008. № 4. С. 35-47.
Кутыгин Р. В. Clausiuraloceras mechetlense, новый вид аммоноидей из кунгура Южно-Уральского региона // Палеонтологический журнал, 2018, в печати.
Наливкин В. Д. Стратиграфия и тектоника Уфимского плато и Юрюзано-Сылвенской депрессии. Л.;М: Гостоптехиздат, 1949. 205 с. (Труды/ ВНИГРИ; Нов. сер.; Вып.46).
Нуруллин Р. Метеорит горы Янгантау // Чёрные металлы. 2015. № 1 (997). С. 79-80.
Пазухин В. Н., Николаева С. В., Кулагина Е. И. Срединная граница карбона на южном Урале и в Приуралье / В сборнике: Палеозой России: региональная стратиграфия, палеонтология, гео- и биособытия Материалы III Всероссийского совещания. 2012. С. 169—172.
Пучков В. Н., Абдрахманов Р. Ф. Особенности газогидро-геотермальных явлений горы Янгантау и прилегающих территорий (Южный Урал) // Литосфера. — 2003. — № 4. — С. 65-77.
Пучков В. Н., Кисин А. Ю., Шанина С. Н. Природный доменный процесс горы Янган-тау (Западный Урал) // Литосфера. 2012. № 5. С. 166—172.
Салимов М. Дорогами славных конников / Ватандаш. 2017. № 5 (248). С. 3-9.
Семихатова С. В. Брахиоподы башкирских слоев СССР. 1. Род Choristites Fischer. М., 1941. 151 с. (Труды/ ПИН АН СССР; Т.XII; Вып.4).
Синицына З. А. Башкирский ярус по р. Лаклы на западном склоне Южного Урала //Стратиграфия и геология карбона Южного Урала и восточной окраины Русской платформы/ БФАН СССР. Уфа. 1975. С.86-94.
Сунгатуллин Р. Х., Сунгатуллина Г. М. Комплексная характеристика эталонных разрезов приуральского отдела пермской системы в Республике Башкортостан // Геология, полезные ископаемые и проблемы геоэкологии Башкортостана, Урала и сопредельных территорий: Сборник статей / 12-я Межрегиональная научно-практическая конференция, Уфа, 21-23 мая 2018 г. — Уфа, 2018. С. 160—168.
Ураимов Ш. М. Санжыра (летопись) как исторический источник // Актуальные проблемы гуманитарных и естественных наук. 2016. № 8-1. С. 203—206.
Фархутдинов И. М. Уникальный геологический объект в качестве учебного полигона для изучения геологии Урала // Геология. Известия Отделения наук о Земле и природных ресурсов Академии наук Республики Башкортостан. 2012. № 18. С. 33-41.
Фархутдинов И. М., Белан Л. Н., Фархутдинов А. М., Исмагилов Р. А. Богдан Е. А. Геопарк ЮНЕСКО как потенциал культурного и экономического развития// Разведка и охрана недр. № 4. 2018. С. 50-53.
Хурамшин И. Ш. Изучение состава конденсата пара курорта Янгантау // Вопросы курортологии, физиотерапии и лечебной физической культуры. 2011. № 1. С. 32-34.
Черных В. В., Г. В. Котляр, Р. В. Кутыгин, Т. В. Филимонова, Г. М. Сунгатуллина, Г. А. Мизенс, Р. Х. Сунгатуллин // Геологические памятники Республики Башкортостан как потенциальные «золотые гвозди» Международной стратиграфической шкалы
Чувашов Б. И., Черных В. В. Разрез Мечетлино (Южный Урал) — потенциальный лимитотип нижней границы кунгурского яруса // ДАН, 2011, т. 441, № 5. С. 657—660.
Balabanov, Y.P., Sungatullin, R.Н., Sungatullina, G.M., 2017. Paleomagnetic and petromagnetic characteristics of the reference sections Cisuralian Series Permian System. In: International conference on paleomagnetism and rock magnetism, Kazan, pp. 9.
Balabanov, Y., Sungatullin, R., Sungatullina, G., Kosareva, L., 2018. Paleomagnetic Studies of the Mechetlino Section (Southern Urals). In: Advances in the study of the Devonian, Carboniferous and Permian Research — From Basin fill to Mineral and Energy Resources. Filodiritto International Proceedings, pp. 44–51.
Chernykh V.V., Chuvashov B.I., Davydov V.I., Schmitz M.D. Mechetlino Section: A candidate for the Global Stratotype and Point (GSSP) of the Kungurian Stage (Cisuralian, Lower Permian) // Permophiles, 2012, № 56, pp. 21–34.
Chernykh, V., Kotlyar, G., Kutygin, R., Filimonova, T., Sungatullina, G., Mizens, G., Sungatullin, R., Isakova, T., Boiko, M., Ivanov, A., Mychko, E., 2018. Paleontological Characteristics of the Mechetlino Section (Southern Urals). In: Advances in the study of the Devonian, Carboniferous and Permian Research — From Basin fill to Mineral and Energy Resources. Filodiritto International Proceedings, pp. 70–82.
Ivanov A.O. Chondrichthyans from the Lower Permian of Mechetlino, South Urals, Russia // The Bulletin of Geosciences, 2016, № 92 (4), pp. 717–729.
Kotlyar G., Sungatullina G., Sungatullin R. GSSPs for the Permian Cisuralian Series stages // Permophiles, 2016, № 63, pp. 32–37.
Sungatullin, R., Mizens, G., Sungatullina, G., Gareev, B., Batalin, G., 2018. Geochemistry of the Lower Permian Mechetlino and Dal’ny Tulkas Sections, Southern Urals. In: Advances in the study of the Devonian, Carboniferous and Permian Research — From Basin fill to Mineral and Energy Resources. Filodiritto International Proceedings, pp. 216–224.